# Обыкновенный аргус
Аргус, или обыкновенный аргус (лат. Scatophagus argus), — вид тропических пресноводных и солоноватоводных рыб из семейства аргусовых отряда окунеобразных.

## Описание
Общая длина тела достигает до 38 см, однако обычно около 20 см.

## Ареал и места обитания
Аргус распространен в Индо-Тихоокеанской области — тропическом поясе Индийского и Тихого океанов вдоль побережий Южной и Юго-Восточной Азии, Северной и Восточной Австралии, островов Малайского архипелага и Океании от Персидского залива на западе ареала до юга Японии (островов Кошикиджима) на северо-востоке и Самоа на востоке. Вдоль восточного побережья Австралии распространен на юг до залива Брокен-Бей. Обитает на мелководьях в эстуариях и бухтах, в устьях рек, в мангровых зарослях, на глубине не более 4—5 м.

## Питание
Питается мелкими червями, ракообразными, насекомыми, поедает растительность.

## Размножение
Половой зрелости достигает при длине 14 см.